# Lei Joppert
O Decreto-Lei nº 8.463 de 27 de Dezembro de 1945, também conhecido como Lei Joppert, foi um decreto-lei assinado por José Linhares que regulamentou o Departamento Nacional de Estradas de Rodagem.

## História
O Departamento Nacional de Estradas de Rodagem (DNER) foi criado em 1937 para policiar e auxiliar na expansão da malha rodoviária do Brasil, porém seu avanço era vagaroso pelo órgão ser muito dependente do Governo Federal e não ter muitos recursos. Por isso, em 27 de dezembro de 1945, o então ministro da Viação e Obras Públicas, Maurício Joppert da Silva, levou ao presidente José Linhares o decreto-lei que estabelecia a autonomia do órgão, criou o Fundo Rodoviário Nacional e descentralizou o comando do órgão com a criação dos Distritos Rodoviários Federais em cada estado. A lei também permitiu que o órgão exercesse a função Polícia de Tráfego nas rodovias e estradas federais, surgindo assim a denominação atual "Polícia Rodoviária Federal". A nova nomenclatura foi sugerida pelo engenheiro Ciro Soares de Almeida e aceito pelo então Diretor-Geral do DNER, Edmundo Régis Bittencourt. Após sua promulgação, houve um grande investimento em infraestrutura rodoviária no país. Em 1940, a malha era de 775 km  de um total de 192.000 km, e em 1965 evoluiu para 19.000 km pavimentados de um total de 570.000 km de rodovia.

### Fundo Rodoviário Nacional
O Fundo Rodoviário Nacional foi um fundo que aumentou os investimentos na estrutura rodoviária do Brasil. Foi inicialmente alimentado pelo Imposto Único sobre Combustíveis e Lubrificantes Líquidos e Gasosos (IUCL) e posteriormente por parte da arrecadação de um imposto sobre os serviços rodoviários de transporte de cargas e de passageiros e de uma taxa incidente para a implantação da infraestrutura rodoviária. Ele perdeu relevância em 1972 com a criação o Fundo Nacional de Desenvolvimento (FND) pela Lei nº 6.093, e seus recursos foram realocados para outras pastas.